# Selección de rugby del País Vasco
La selección de rugby del País Vasco (en euskera: Euskal Herriko errugbi selekzioa) es la selección que representa al País Vasco (Euskal Herria).  También se la denomina en ocasiones selección vasca. Hicieron su debut internacional el 14 de mayo de 1983 contra Gales mientras este último estaba de gira por España. El País Vasco perdió este partido 3-24. Desde 1985 el equipo está organizado por la Federación Vasca de Rugby.
Son considerados seleccionables jugadores tanto del País Vasco español (Hegoalde) como del País Vasco francés (Iparralde). 

## Historia

### Amistosos
Desde su debut internacional contra Gales en 1983, el País Vasco ha jugado regularmente amistosos internacionales. También han jugado amistosos habituales contra equipos de clubes vascos, incluidos Aviron Bayonnais y Biarritz Olympique, y contra equipos de clubes de gira y provinciales, incluidos Ulster y Leinster.

### Competiciones
Desde 1983-84 el País Vasco ha competido en el Campeonato de las Regiones de España, contando con otros equipos, como Cataluña, que representan a las comunidades autónomas de España . Esta competición está organizada por la Federación Española de Rugby. El País Vasco fueron los ganadores inaugurales de este concurso. Desde 2001-02 también compiten en el Campeonato de las Regiones de Europa. El 8 de diciembre de 2011, el País Vasco también se enfrentó al Lisbon XV en la final de la Copa de las Regiones Ibéricas, perdiendo 22-30. 

## Lista de resultados históricos
| Temporada  | Local       | Resultado | Visitante             |
| ---------- | ----------- | --------- | --------------------- |
| 03-10-1926 | Costa Vasca | 3-11      | Māori All Blacks      |
| 14-02-1961 | Costa Vasca | 9-36      | Sudáfrica             |
| 24-02-1971 | Costa Vasca | 25-13     | Australia             |
| 08-10-1975 | Costa Vasca | 27-14     | Argentina             |
| 08-10-1977 | Costa Vasca | 22-38     | Nueva Zelanda         |
| 14-05-1983 | País Vasco  | 3-24      | Gales A               |
| 26-02-1984 | País Vasco  | 24-12     | Cataluña              |
| 12-05-1984 | País Vasco  | 7-24      | Inglaterra A          |
| 1984       | Portugal    | 12-6      | País Vasco            |
| 1985       | País Vasco  | 23-13     | Escocia Universitaria |
| 03-03-1985 | País Vasco  | 25-4      | Cataluña              |
| 21-09-1985 | País Vasco  | 6-18      | Zimbabue              |
| 04-05-1986 | Costa Vasca | 40-19     | Escocia A             |
| 04-11-1986 | Costa Vasca | 9-21      | Nueva Zelanda         |
| 10-5-1988  | Costa Vasca | 33-23     | Irlanda A             |
| 05-06-1988 | Cataluña    | 16-9      | País Vasco            |
| 18-10-1989 | Costa Vasca | 25-25     | Fiyi                  |
| 08-05-1990 | País Vasco  | 3-64      | Inglaterra A          |
| 11-05-1990 | País Vasco  | 56-15     | Cataluña              |
| 30-10-1990 | Costa Vasca | 18-12     | All Blacks XV         |
| 1992       | País Vasco  | 14-22     | España                |
| 04-11-1992 | Costa Vasca | 20-47     | All Blacks XV         |
| 1994       | País Vasco  | 11-21     | Rusia                 |
| 1994       | País Vasco  | 28-10     | Cataluña              |
| 04-04-1995 | País Vasco  | 41-10     | República Checa       |
| 07-11-1995 | Costa Vasca | 20-47     | All Blacks XV         |
| 1997       | País Vasco  | 37-14     | Cataluña              |
| 21-03-1998 | País Vasco  | 31-31     | Rusia                 |
| 1998       | País Vasco  | 29-8      | Cataluña              |
| 07-11-1998 | País Vasco  | 8-17      | Georgia               |
| 03-03-1999 | País Vasco  | 34-12     | Portugal              |
| 2004       | País Vasco  | 33-25     | España                |
| 05-04-2005 | Costa Vasca | 15-25     | Japón                 |
| 18-06-2006 | Cataluña    | 17-21     | País Vasco            |
| 21-11-2012 | Costa Vasca | 19-3      | Japón                 |
| 06-09-2015 | País Vasco  | 19-41     | Uruguay               |
| 17-11-2015 | País Vasco  | 31-14     | Chile                 |
| 31-05-2017 | País Vasco  | 19-61     | England Counties      |
| 10-06-2023 | País Vasco  | 50-5      | Cataluña              |
| 25-11-2023 | País Vasco  | 12-21     | Bélgica               |
| 15-06-2024 | País Vasco  | 56-17     | Suiza                 |

## Palmarés
- Campeonato de España de las Regiones
  - Ganadores : 1983–84, 1984–85, 1993–94, 1995–96, 1996–97, 1997–98, 1998–99, 2002–03, 2003–04, 2004–05, 2005–06, 2006–07, 2008–09, 2010–11: 14
  - Subcampeón : 1987–88, 1994–95, 2000–01, 2000–01, 2001–02 : 5
- Copa de las Regiones Ibéricas
  - Subcampeón : 2011 : 1